# Connecticut Woman Suffrage Association

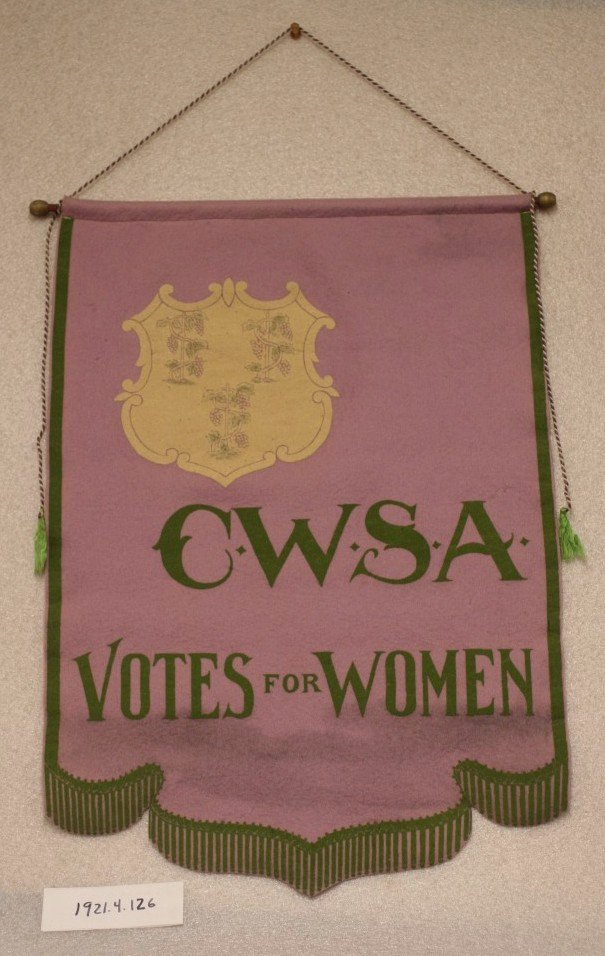
Connecticut Woman Suffrage Association, "Votes for Women"

Connecticut Woman Suffrage Association (CWSA)  var en organisation för kvinnors lika rättigheter i delstaten Connecticut i USA, verksam mellan 1869 och 1920. 
Det var delstatens lokalförening för den nationella rösträttsföreningen National American Woman Suffrage Association (NAWSA). Syftet var att verka för införandet av rösträtt för kvinnor. 

## Ordförande
- Nathaniel J. Burton, 1869-1871
- Isabella Beecher Hooker, 1871-1905
- Elizabeth Bacon, 1906-1910
- Katharine Martha Houghton Hepburn, 1910-1917
- Katharine Ludington, 1918-1921